# 乾宜光
乾 宜光（いぬい よしみつ）は、戦国時代から江戸時代初期にかけての武将。赤松氏、後に山内氏の家臣。山内一豊の影武者同装束六人衆の一人。

## 出自
乾氏は、清和源氏土岐氏の支流で、土岐頼貞の四男・道謙の子孫、土岐久右衛門重頼が、美濃国池田郡東野村（現 岐阜県揖斐郡池田町東野）を本拠とし、土岐氏の居城である稲葉山城の北西（乾）の方角であったため名字としたという。家紋は「丸に桔梗」。

## 生涯
天文19年（1550年）、美濃池田郡東野村にて織田氏の家臣・乾和宜の二男として生まれる。
天正5年（1577年）、織田氏家臣・羽柴秀吉に従属していた播磨国龍野城主・赤松広英に仕える。秀吉に従い、同10年（1582年）の備中高松城の戦いや同12年（1584年）の小牧・長久手の戦いに従軍。天正13年（1585年）には、主家・赤松氏の但馬国移封に伴い但馬竹田城下へ移住する。
慶長5年（1600年）の関ヶ原の戦いにおいて、主君・広英は石田三成方に与し、丹後国田辺城の細川幽斎を攻めて開城させるが（田辺城の戦い）、関ヶ原の本戦は徳川方の勝利に終わる。窮地に立った広英は徳川方に寝返り、亀井茲矩らの軍勢と共に、鳥取城の宮部長房を攻めるが、城下を焼き討ちした責を負って、同年10月28日（1600年12月3日）に広英は自刃し改易となった。
慶長6年（1601年）、宜光は土佐藩家老となっていた弟・和三を頼り土佐国に来住し、土佐藩主・山内一豊に仕えた。一豊から信任の厚い和三の兄ということで歓迎され、一豊の高知城築城の視察にあたり、身の安全のために仕立てた影武者・同装束六人衆（野中玄蕃・市川大炊・柏原長宅・乾宜光・乾和三）の一人に選ばれている。
慶長17年閏10月3日（1612年11月25日）、高知城下で病死。享年63。墓は土佐土佐郡潮江山（現 高知県高知市潮江山）にある。
宜光には3人の娘がいたが男子に恵まれず、養子を仰せ付けられなかったので、宣光の死後、家禄は土佐藩に返納された。のち、弟・和三の次男、板坂永政の孫娘の婿である正房が乾七郎左衛門の名のみ襲名をしている。

## 系譜
- 父：乾和宜（作兵衛）
- 母：稲葉福正坊の娘
  - 本人：乾宜光
  - 妻：浅見新右衛門の娘
    - 長女：樫井蔵之丞の室
    - 二女：小上臈
    - 三女：渡辺甚之丞の室

## 補注
1. ↑  『御侍中先祖書系圖牒』やその他系譜には「慶長16年閏10月3日」とあるが「閏10月」があるのは「慶長17年」のため「慶長17年」説を採る。
2. ↑  『新編美濃志』には土岐道謙の後裔に乾内記という名が見られる。
3. ↑  乾正房は、板垣流乾氏の分家第2代目。